# Cour du Nom-de-Jésus
La cour du Nom-de-Jésus est une voie du 11e arrondissement de Paris, en France.

## Situation et accès
La cour du Nom-de-Jésus est une voie située dans le 11e arrondissement de Paris. Elle débute au 47, rue du Faubourg-Saint-Antoine et se termine en impasse.

## Origine du nom
Son nom fait référence à une enseigne.